# О’Фаррелл, Фрэнк
Фрэ́нсис О’Фа́ррелл (англ. Francis O'Farrell; 9 октября 1927, Корк, Ирландия — 6 марта 2022), более известный как Фрэнк О’Фаррелл — ирландский футболист и футбольный тренер.

## Карьера

### Карьера футболиста
Фрэнк О’Фаррелл начал карьеру в ирландском клубе «Корк Юнайтед». В январе 1948 года он вслед за своим одноклубником по «Корку» Томми Морони перешёл в английский «Вест Хэм Юнайтед». О’Фаррелл был талантливым крайним хавбеком, дебютировав за «молотков» в ноябре 1950 года в матче против «Ноттс Каунти». С тех пор он стал регулярным игроком основы и оставался им на протяжении шести сезонов. 7 мая 1952 года он дебютировал за национальную сборную Ирландии в матче против сборной Австрии в Вене 7 мая 1952 года.
В ноябре 1956 года он перешёл из «Вест Хэма» в «Престон Норт Энд», а в обратном направлении отправился Эдди Льюис. С «Престоном» Фрэнк занял второе место в Первом дивизионе сезона 1957/58, уступив первое место лишь «Вулверхэмптону». В этом же сезоне бывший клуб О’Фаррелла «Вест Хэм» стал чемпионом Второго дивизиона и вышел в Первый дивизион.

### Начало тренерской карьеры
В мае 1961 года О’Фаррелл стал играющим тренером в клубе «Уэймут», но вскоре завершил карьеру игрока из-за травмы, занявшись только тренерской работой. В мае 1965 года он стал главным тренером «Торки Юнайтед», заменив на этом посту Эрика Веббера. В первом же сезоне он вывел «Торки» из Четвёртого в Третий дивизион, а в следующих сезонах добивался с клубом 6-го и 7-го места в этом дивизионе. В должности тренера «Торки» он подписал трёх игроков из своего бывшего клуба «Вест Хэма»: Джона Бонда, Кена Брауна и Била Китченера.
В декабре 1968 года О’Фаррелл возглавил клуб «Лестер Сити». Хотя по окончании сезона 1968/69 «Лестер» выбыл из Первого дивизиона, О’Фаррелл вывел «лис» в финал Кубка Англии, в котором они уступили «Манчестер Сити» со счётом 1:0.

### Манчестер Юнайтед
В июне 1971 года, после победы «Лестера» во Втором дивизионе и выхода клуба в Первый дивизион, О’Фаррелл был приглашён на пост главного тренера «Манчестер Юнайтед». Он пришёл в клуб спустя лишь два года после отставки легендарного тренера «Юнайтед» Мэтта Басби и спустя три года после победы клуба в Кубке европейских чемпионов. Призванный на замену Басби Уилф Макгиннесс не смог оправдать возложенные на его ожидания и был уволен.
Карьера О’Фаррелла в клубе также сложилась неудачно. Скромный ирландец не мог контролировать эксцентричного Джорджа Беста, бывшего тогда главной звездой команды. Первый сезон под руководством О’Фаррелла «Юнайтед» начал очень удачно, в какой-то момент возглавляя турнирную таблицу чемпионата с 10-очковым отрывом от преследователей. Однако впоследствии команда стала выступать неудачно и завершила сезон лишь на 8-м месте. О’Фаррелл проповедовал обезличенный подход, и любой игрок, чтобы увидеть тренера, должен был записываться на официальную встречу с ним. Это негативно влияло на футболистов. Сезон 1972/73 команда начала неудачно, а после разгрома от «Кристал Пэлас» со счётом 5:0 О’Фаррелл был уволен, несмотря на то, что по контракту ему оставалось провести в клубе ещё три с половиной года. Он пробыл в должности главного тренера «Юнайтед» лишь 18 месяцев.

### Последующая тренерская карьера
В ноябре 1973 года О’Фаррелл стал главным тренером «Кардифф Сити», но уже в апреле следующего года покинул эту должность, получив предложение возглавить сборную Ирана. Под его руководством Иран выиграл Кубок Азии 1976 года.
В ноябре 1976 года он вернулся в «Торки Юнайтед» в качестве главного тренера, а после назначения на пост главного тренера Майка Грина в марте 1977 года получил должность управляющего клуба. В июне 1981 года он вновь был назначен главным тренером «Торки», а через год, в июне 1982 года, вновь получил пост управляющего клуба. Он проработал в этой должности до 1983 года, после чего окончательно ушёл из футбола. Он продолжил жить в Торки.

### В последнее время
В январе 2006 года О’Фаррелл вместе Аланом Роджерсом был приглашён в Иран на церемонию вручения наград бывшим игрокам клуба «Персеполис».

## Достижения

### В качестве игрока
Вест Хэм Юнайтед
- Чемпион Второго дивизиона: 1954/55
- Чемпион Первого дивизиона:1955/56

### В качестве тренера
Веймут
- Чемпион Южной лиги: 1964/65

Торки Юнайтед
- Чемпион Четвёртого дивизиона: 1965/66
- Финалист Кубка Девоншира: 1966, 1967

Лестер Сити
- Финалист Кубка Англии: 1969
- Чемпион Второго дивизиона: 1970/71

Кардифф Сити
- Обладатель Кубка Уэльса: 1974

Сборная Ирана
- Чемпион Азиатских игр: 1974
- Обладатель Кубка Азии: 1976

## Тренерская статистика
| Команда           | Начало работы  | Завершение работы | Показатели | Показатели | Показатели | Показатели | Показатели |
| Команда           | Начало работы  | Завершение работы | М          | В          | П          | Н          | % побед    |
| ----------------- | -------------- | ----------------- | ---------- | ---------- | ---------- | ---------- | ---------- |
| Уэймут            | июнь 1961      | 1 мая 1965        |            |            |            |            |            |
| Торки Юнайтед     | 1 мая 1965     | 31 декабря 1968   | 162        | 76         | 52         | 34         | 46,91      |
| Лестер Сити       | 1 декабря 1968 | 8 июня 1971       | 114        | 51         | 28         | 35         | 44,74      |
| Манчестер Юнайтед | 8 июня 1971    | 19 декабря 1972   | 81         | 30         | 27         | 24         | 37,04      |
| Кардифф Сити      | 13 ноября 1973 | 30 апреля 1974    | 27         | 8          | 10         | 9          | 29,63      |
| Иран              | сентябрь 1974  | сентябрь 1975     | 15         | 10         | 3          | 2          | 66,67      |
| Торки Юнайтед     | 28 ноября 1976 | 1 марта 1977      | 13         | 4          | 7          | 1          | 30,77      |
| Аль-Шааб          | 1980           | 1980              |            |            |            |            |            |
| Торки Юнайтед     | 1 июня 1981    | 30 июня 1982      | 46         | 14         | 19         | 13         | 30,43      |